# Louise Isabella zu Sayn-Hachenburg

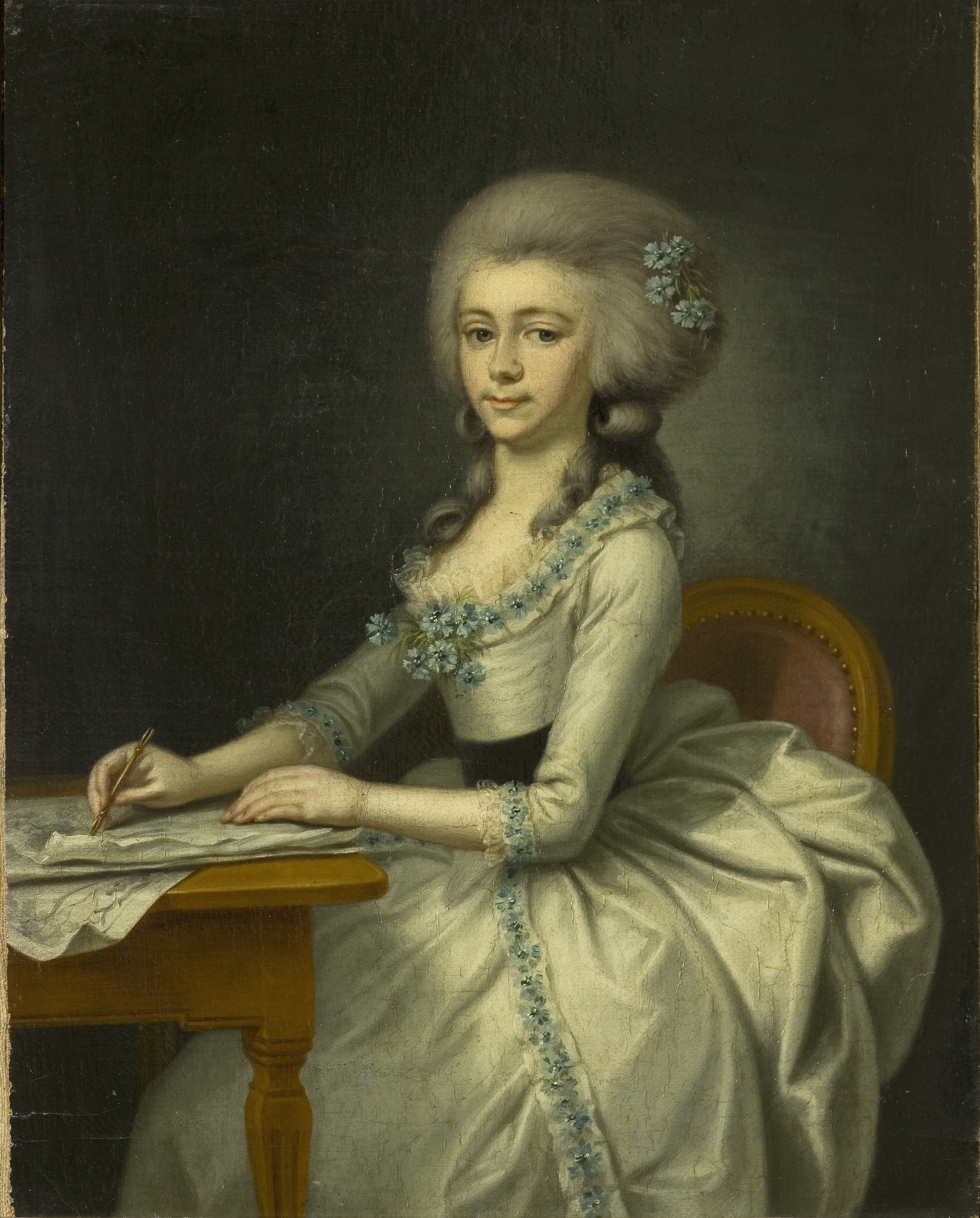
Louise Isabelle zu Sayn-Hachenburg, Gemahlin des Fürsten Friedrich Wilhelm von Nassau-Weilburg

Louise Isabella Alexandrine Auguste zu Sayn-Hachenburg (* 19. April 1772 in Hachenburg; † 6. Januar 1827 in Wien) war Burggräfin von Kirchberg, Gräfin von Sayn-Hachenburg und durch Heirat Fürstin in Nassau-Weilburg.

## Leben
Isabella wurde als Tochter des Burggrafen Georg Wilhelm von Kirchberg (1751–1777) und dessen Gemahlin  Prinzessin Isabelle Auguste Reuß zu Greiz (1752–1824) geboren.
Am 31. Juli 1788 heiratete sie den Fürsten Friedrich Wilhelm von Nassau-Weilburg, mit dem sie vier Kinder hatte:
- Wilhelm Georg August Belgicus (* 14. Juni 1792 in Kirchheimbolanden; † 20. August 1839 in Kissingen), Thronfolger und Herzog von Nassau von 1816 bis 1839
- Auguste Louise Wilhelmine (* 5. Januar 1794; † 11. April 1796)
- Henriette Alexandrine Friederike (* 30. Oktober 1797 bei Bayreuth; † 29. Dezember 1829 in Wien) ⚭ 1815 Erzherzog Karl von Österreich-Teschen
- Friedrich Wilhelm (* 15. Dezember 1799; † 6. Januar 1845), K.K. Generalmajor ⚭ (morganatisch) 1840 Anna geb. Ritter, Edle von Vallyemare (* 1802 in Wien; † 1864 in Paris), Tochter des Joseph Ritter, Edler von Vallyemare, und Witwe des Johann Baptist Brunold; 1840 fürstlich reuß-greizischer Grafenstand als Gräfin von Tiefenbach

1799 kam die Grafschaft Sayn-Hachenburg durch Erbfolge an das Fürstentum Nassau-Weilburg.
Nach dem Tod ihres Mannes zog Isabella zu ihrer Tochter Henriette nach Wien und verbrachte hier ihren Lebensabend. Sowohl Henriette als auch ihr Bruder Wilhelm kümmerten sich sorgsam um ihre Mutter. Sie wurde am 9. Januar 1827 – ihrem Wunsch entsprechend – auf dem Friedhof St. Helenenthal in Baden bei Wien beigesetzt.